# 柴尔德斯堡
柴尔德斯堡（英文：Childersburg），是美国阿拉巴马州下属的一座城市。面积约为12.35平方英里（约合31.97平方公里）。根据2010年美国人口普查，该市有人口5,175人，人口密度为419.16/平方英里（约合161.87/平方公里）。